# Lebanza

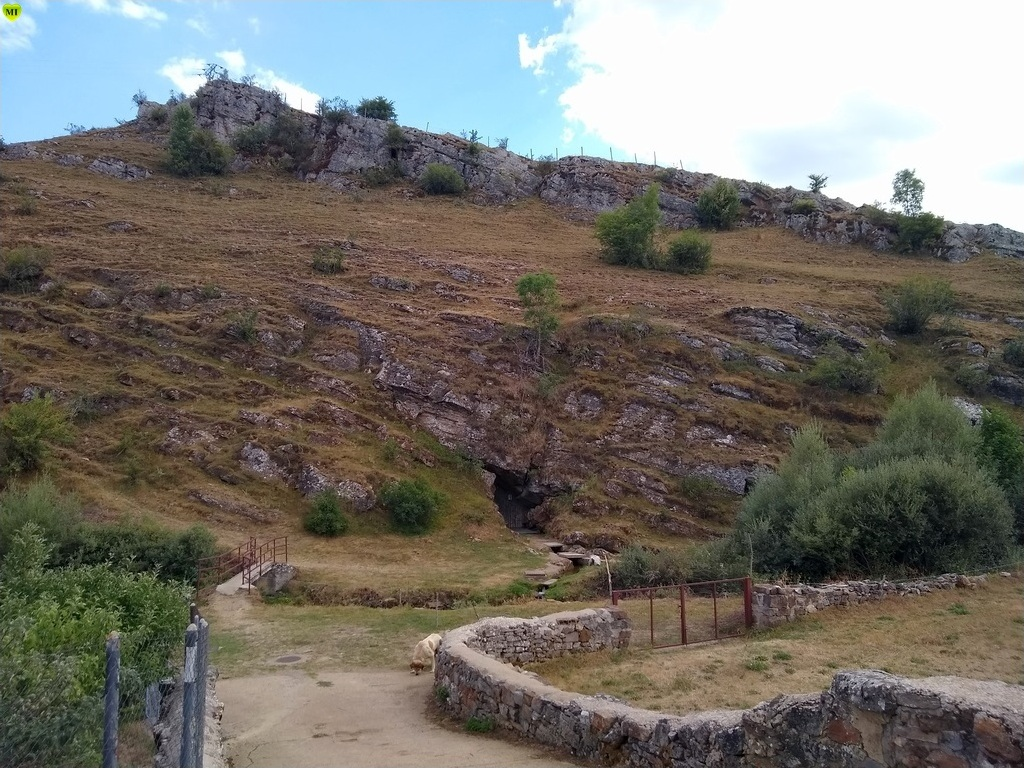
La fuente

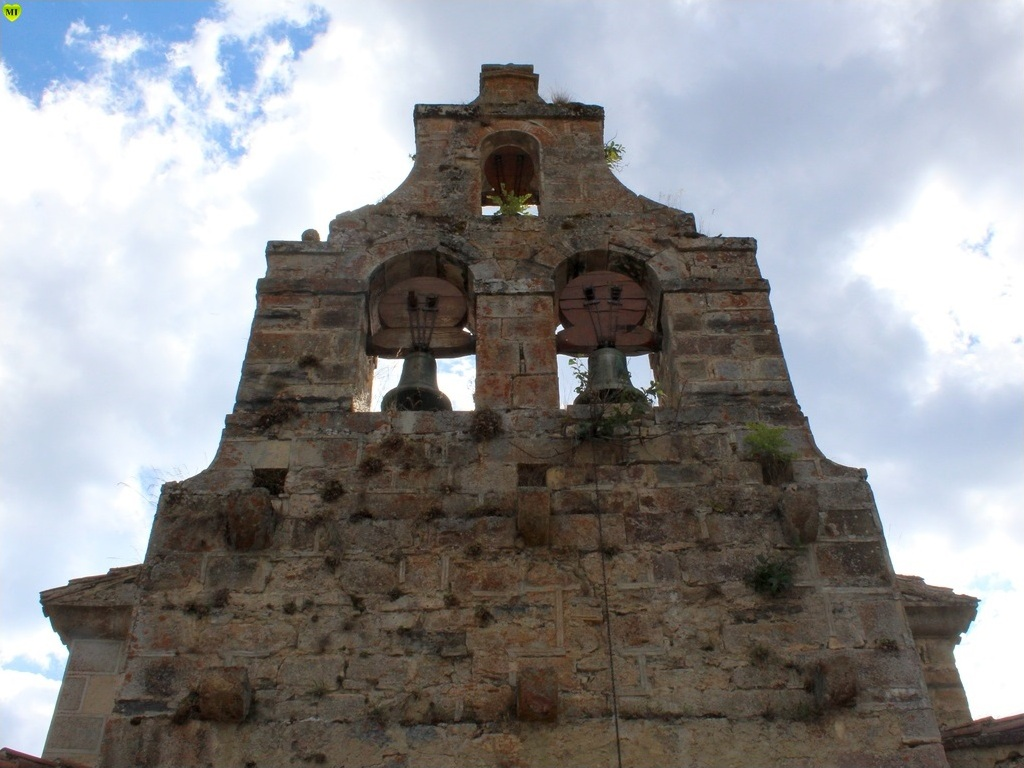
Espadaña de la Iglesia

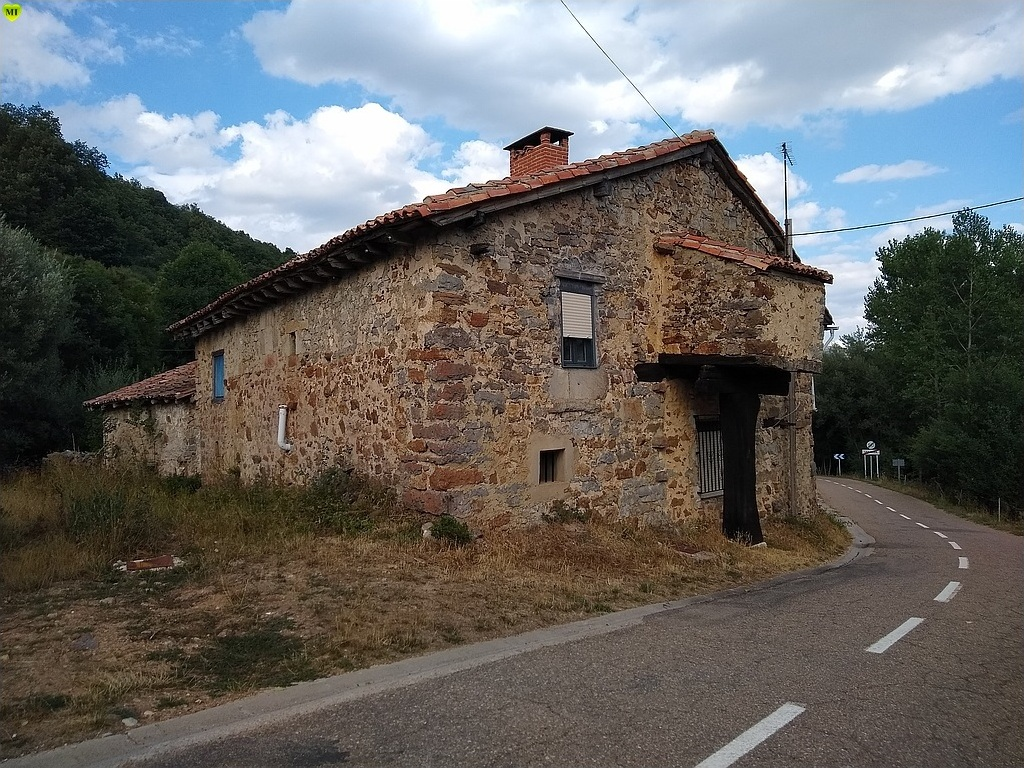

Lebanza es una localidad y también una pedanía del municipio de La Pernía en la comarca de Montaña Palentina, provincia de Palencia, Comunidad Autónoma de Castilla y León, España.

## Geografía
El núcleo ha sufrido un gran descenso de su población durante las últimas décadas, a consecuencia del éxodo rural y del envejecimiento de sus habitantes. En la actualidad no alcanza los diez vecinos, y las principales actividades que se desarrollan son la agricultura y la ganadería, a muy pequeña escala. Recientemente se ha instalado en el cercano pueblo de San Salvador de Cantamuda una planta de embotellado de agua, para lo que se ha canalizado la denominada Fuente de la Cueva, situada dentro del casco urbano de Lebanza.
Paseando por su minúsculo trazado urbano se pueden encontrar diversos ejemplos de arquitectura tradicional de la Montaña Palentina, desde un horno de pan hasta una entrada principal consistente en un gran arco de piedra, pasando por los tejados a tres aguas, muy típicos de la cornisa cantábrica.
La mayor aglomeración de edificaciones se sitúa en la zona alta del pueblo, donde se puede encontrar el denominado "Medio Lugar", punto de encuentro de los vecinos y enclave utilizado para la venta ambulante, y la casa de Concejo, que en su día albergó la escuela y que ha sido recientemente rehabilitada.
En la zona más baja del pueblo se encuentra el edificio que constituyó la nueva escuela y, ya al otro lado del río y en un pequeño promontorio, la Iglesia Parroquial de San Sebastián.

## Demografía
Evolución de la población en el siglo XXI
| Gráfica de evolución demográfica de Calzadilla entre 2000 y 2020   |
|                                                                    |
| Población de derecho (2000-2020) según el padrón municipal del INE |

## Patrimonio
- Iglesia Parroquial de San Sebastián: Del siglo XVI, fue restaurada en 1932, como reza una pequeña placa conmemorativa situada en la entrada. Posee dos retablos barrocos y uno neoclásico y una escultura de la Virgen sedente con el niño. La denominada "Virgen de Lebanza", talla policromada del siglo XII en la que la Virgen María sostiene al Niño en una mano y una manzana dorada en la otra, fue durante siglos la imagen principal de la parroquia. Actualmente se encuentra en el Seminario de Palencia, y fue expuesta durante las Edades del Hombre celebradas en dicha ciudad en 1998.
- Abadía de Lebanza
- Localidad situada dentro del parque natural Montaña Palentina

## Historia
Los primeros testimonios escritos datan del 932 d. C. y en ellos se hace referencia a la abadía de Lebanza.
Con respecto al topónimo, Lebanza, obviamente se debe derivar del latín levare 'levantar'. Significaría, por tanto "terreno elevado". Pero es forzoso reconocer que los nombres Labancia y Lebancia, usados ya desde el siglo XII, son corrupciones del primitivo nombre Nebantia. Notemos que muy cerca, en Liébana, está el arroyo Nevandi, que baja de Áliva, en Espinama. Y, tanto Nevandi como Nebantia son palabras ibéricas compuestas. Nevandi es nava-andi 'campera grande'. Bien verificado en este caso, porque este arroyo nace en la gran campera superior de Áliva, aguas vertientes al Deva. A su vez, Nebantia es naba-anka 'campera pequeña'. La evolución fue Nabanka > Nabanza > Labanza > Lebanza. El significado de Lebanza es, por lo tanto, 'Campera pequeña'.